# Strip (canção)
"Strip" é uma canção do artista americano Chris Brown, com participação do rapper Kevin MCcall. Foi escrito por Brown e McCall, e foi produzido por Tha Bizness. Em 27 de outubro de 2011, Brown anunciou em seu Twitter que "Strip" e "Biggest Fan" servirá como os dois singles promocionais de seu quinto álbum de estúdio intitulado Fortune. "Strip" foi enviado para rhythmic contemporary nos Estados Unidos em 06 de dezembro de 2011.

## Charts
| País           | Chart (2011)          | Melhor Posição |
| -------------- | --------------------- | -------------- |
| Estados Unidos | Billboard Hot 100     | 34             |
| Estados Unidos | Hot R&B/Hip-Hop Songs | 6              |
| Países Baixos  | Dutch Top 40          | 87             |